# ديني كوريل
ديني كوريل (بالإنجليزية: Denny Correll)‏ هو مغني أمريكي، ولد في 19 فبراير 1946، وتوفي في 29 نوفمبر 2002.